# Hydriomena damo
Hydriomena damo är en fjärilsart som beskrevs av Druce 1893. Hydriomena damo ingår i släktet Hydriomena och familjen mätare. Inga underarter finns listade i Catalogue of Life.